# Kroatiens ambassad i Stockholm
Kroatiens ambassad i Stockholm, på kroatiska Veleposlanstvo Republike Hrvatske u Kraljevini Švedskoj (Republiken Kroatiens ambassad i Konungariket Sverige), är Kroatiens diplomatiska representation i Sverige. Ambassadör sedan den 17 januari 2019 är Siniša Grgić. Ambassaden upprättades 1993. Diplomatkoden på beskickningens bilar är EG.

## Fastigheter
Ambassaden låg från början på Birger Jarlsgatan 13, flyttade därefter till Engelbrektsplan 2 men ligger numera på Blasieholmsgatan 5 Kroatiens ambassad står även som fastighetsägare för fastigheten Piplärkan 7 (Valhallavägen 70) som tidigare inhyste Serbiens ambassad. 

## Beskickningschefer
| Namn              | Period    | Funktion   |
| ----------------- | --------- | ---------- |
| Damir Perinčić    | 1993–1996 | Ambassadör |
| Mladen Ibler      | 1996–1999 | Ambassadör |
| Branko Caratan    | 2000–2004 | Ambassadör |
| Svjetlan Berković | 2004–2009 | Ambassadör |
| Vladimir Matek    | 2009–2014 | Ambassadör |
| Anica Djamić      | 2014–2018 | Ambassadör |
| Siniša Grgić      | 2019–     | Ambassadör |